# Duinmeer

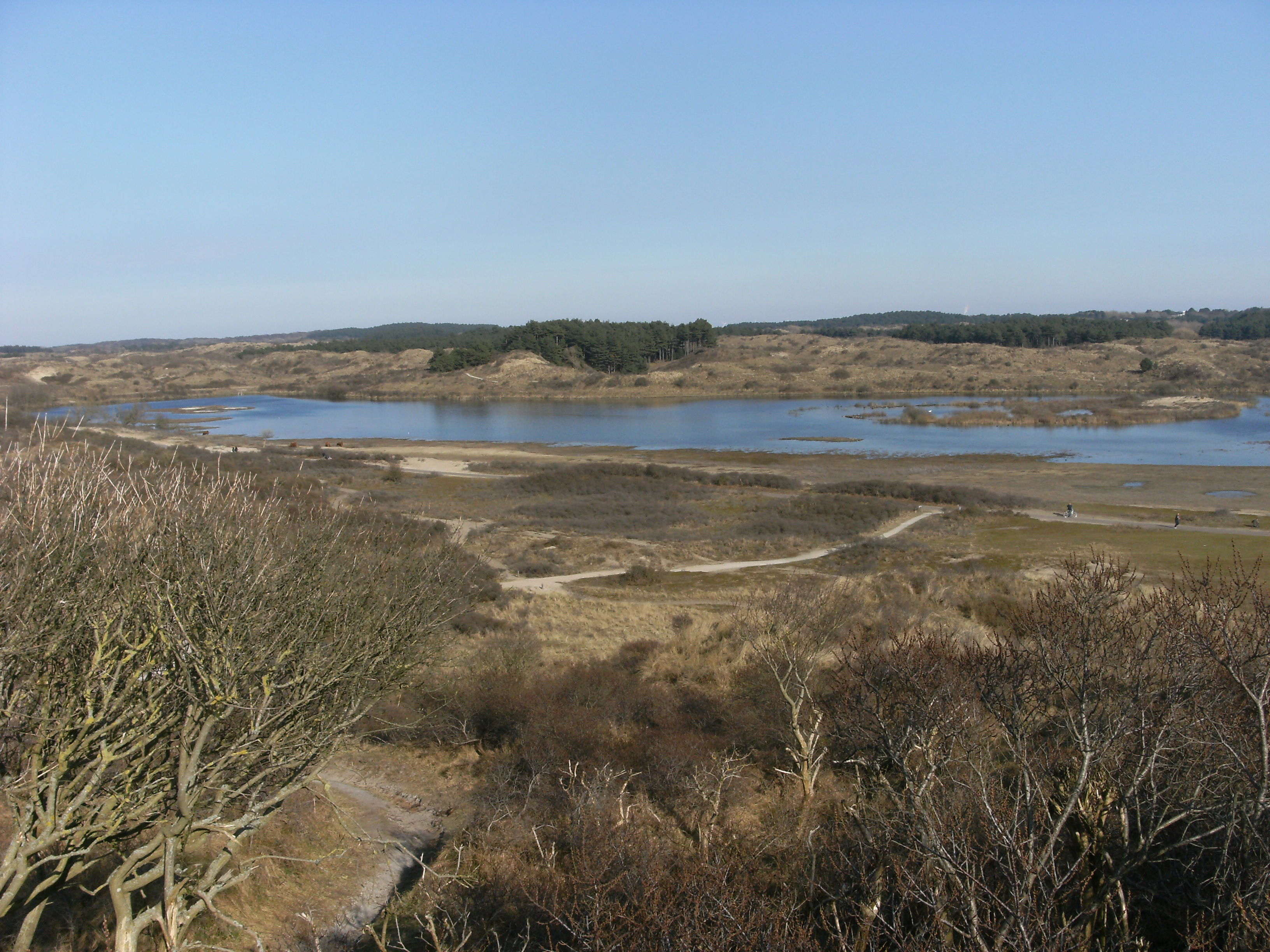
Het Vogelmeer, een duinmeer in Nationaal Park Zuid-Kennemerland

Een duinmeer is een soort meer dat voorkomt in een duinlandschap. Duinmeren komen voor op plekken waar zich een ondoorlatende laag in de bodem bevindt, die de afvoer van water verhindert. Ze kunnen ook ontstaan in duinvalleien waar de grondwaterspiegel onder het maaiveld ligt, waardoor regen- en oppervlaktewater blijft staan.
Duinmeren kunnen zowel van natuurlijke als van kunstmatige oorsprong zijn.
Duinmeren zijn voedselarm en kennen een beperkte of afwezige visfauna. Voorbeelden van duinmeren zijn het Kennemermeer, Duinmeer en 't Wed in het Nationaal Park Zuid-Kennemerland en het Duinmeertje van Hee op Terschelling.
Het bekendste duinmeer van Nederland is de Hofvijver in Den Haag, aan het Binnenhof. Alhoewel dit van oorsprong natuurlijke duimeer niet meer in de duinen is gelegen, maar in de stad. De vijver wordt gevoed met duinwater via de Haagse Beek.